# فهرست ضربات پنالتی جام جهانی فوتبال
شده‌است
در تورنمنت‌های اولیهٔ جام جهانی، در صورت تساوی در وقت قانونی و وقت اضافه در مسابقات مرحلهٔ حذفی، بازی تکرار می‌شد جایگزینی این قانون برای اولین بار در جام جهانی ۱۹۷۰ به هیئت بین‌المللی فوتبال پیشنهاد شد، و ضربات پنالتی در جام جهانی از مسابقات جام جهانی ۱۹۷۸ پذیرفته شد (از سال ۱۹۸۶ برای بازی‌های فینال)، اگرچه در عمل قبل از سال جام جهانی 
|۱۹۹۴ ، ۲۰۰۶ و ۲۰۲۲، قهرمان جام جهانی با ضربات پنالتی مشخص شد.

## ضربات پنالتی
راهنما
- = پنالتی گل‌شده
- = پنالتی خطارفته

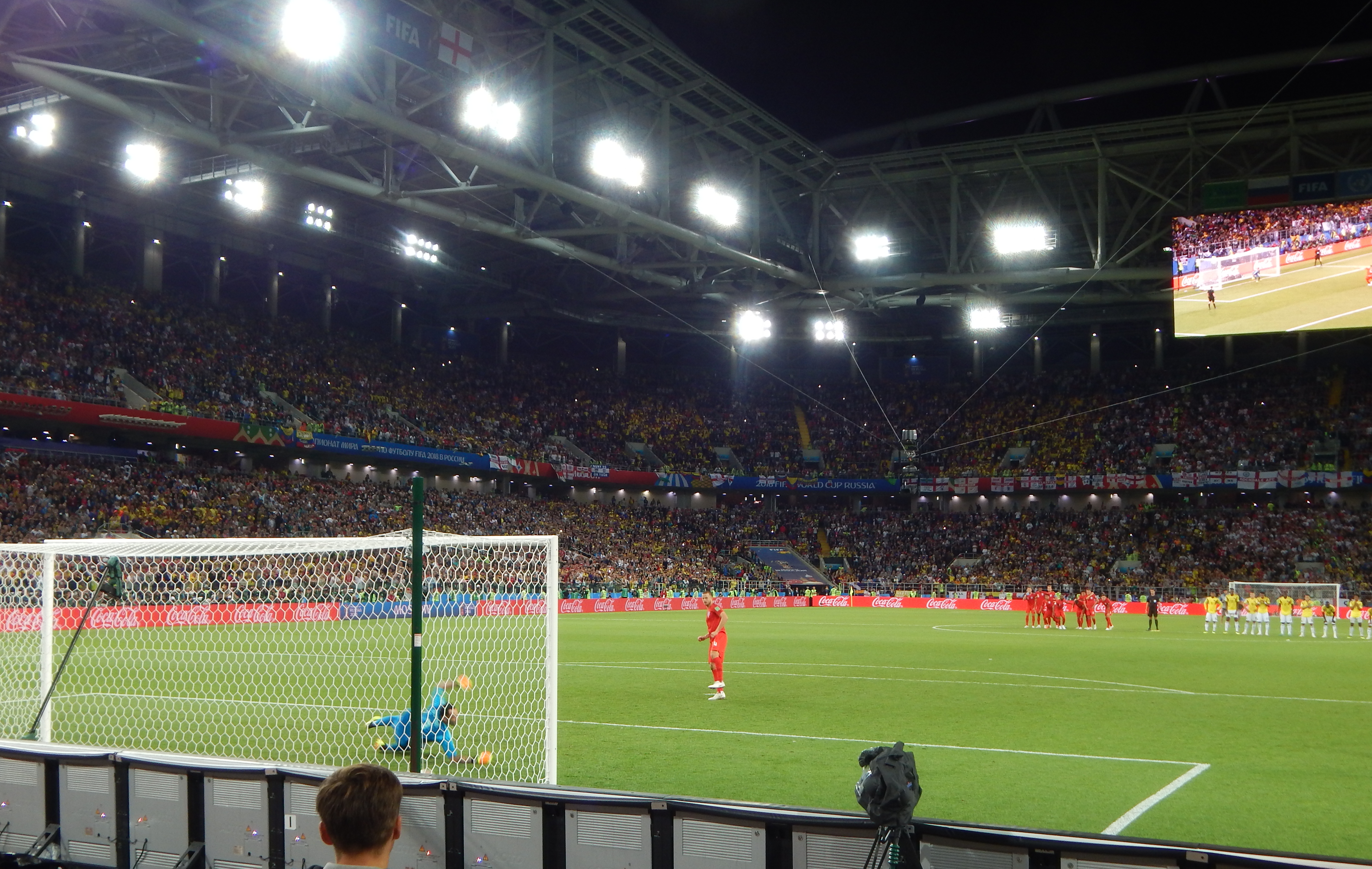
جام جهانی ۲۰۱۸: اریک دایر گل پیروزی را در اولین پیروزی انگلستان در ضربات پنالتی جام جهانی به ثمر رساند. این تیم پیش از این سه بار در ضربات پنالتی شکست خورده بود.

- پس‌زمینهٔ طلایی = پنالتی گل‌شده باعث پایان بازی شد
- پس‌زمینهٔ قرمز = پنالتی خطارفته باعث پایان بازی شد
- پس‌زمینهٔ خاکستری = نخستین ضربهٔ پنالتی
- خط افقی در لیست بازیکنان = شروع مرحلهٔ پنالتی طلایی

| ردیف | رویداد                 | برنده         | نتیجه | بازنده        | پنالتی‌ها | پنالتی‌ها | پنالتی‌ها | تیم برنده   | تیم برنده                                                                   | تیم بازنده                                              | تیم بازنده  | مرحله     | تاریخ و محل                                   | گ        |
| ردیف | رویداد                 | برنده         | نتیجه | بازنده        | گ        | خ        | گر       | د           | پنالتی‌زن                                                                    | پنالتی‌زن                                                | د           | مرحله     | تاریخ و محل                                   | گ        |
| ---- | ---------------------- | ------------- | ----- | ------------- | -------- | -------- | -------- | ----------- | --------------------------------------------------------------------------- | ------------------------------------------------------- | ----------- | --------- | --------------------------------------------- | -------- |
| ۱.   | ۱۹۸۲، اسپانیا          | آلمان غربی    | ۳-۳   | فرانسه        | ۵-۴      | ۱-۲      | ۶-۶      | شوماخر      | کالتس · برایتنر · اشتیلیکه · لیتبارسکی · رومنیگه هروبش                      | ژیرس · آماروس · روشتو · سیکس · پلاتینی بوسیس            | اتوری       | نیمه‌نهایی | ۸ ژوئیه ۱۹۸۲، سویل (پیس‌خوان)                  | [ r ۱ ]  |
| ۲.   | ۱۹۸۶، مکزیک            | فرانسه        | ۱-۱   | برزیل         | ۴-۳      | ۱-۲      | ۵-۵      | باتس        | استوپیرا · آماروس · بلون · پلاتینی · فرناندز                                | سوکراتس · آلمائو · زیکو · برانکو · جولیو سزار           | Carlos      | یک‌چهارم   | ۲۱ ژوئن ۱۹۸۶، گوادالاخارا، (خالیسکو)          | [ r ۲ ]  |
| ۳.   | ۱۹۸۶، مکزیک            | آلمان غربی    | ۰-۰   | مکزیک         | ۴-۱      | ۰-۲      | ۴-۳      | هارالد      | آلوفس · برمه · ماتئوس · لیتبارسکی                                           | نگرته · Quirarte · Servín                               | Larios      | یک‌چهارم   | ۲۱ ژوئن ۱۹۸۶، سن نیکولاس (یونیورسیتاریو)      | [ r ۳ ]  |
| ۴.   | ۱۹۸۶، مکزیک            | بلژیک         | ۱–۱   | اسپانیا       | ۵-۴      | ۰-۱      | ۵-۵      | فاف         | کلاسن · شیفو · بروس · فرفوت · L. Van der Elst                               | سنیور · الوی · چندو · بوتراگوئنو · ویکتور               | زوبیزارتا   | یک‌چهارم   | ۲۲ ژوئن ۱۹۸۶، پوئبلا (کواتموک)                | [ r ۴ ]  |
| ۵.   | ۱۹۹۰، ایتالیا          | جمهوری ایرلند | ۰-۰   | رومانی        | ۵-۴      | ۰-۱      | ۵-۵      | Bonner      | شیدی · هاتون · تاونزند · کاسکارینو · اویلری                                 | هاجی · لوپو · Rotariu · Lupescu · تیموفته               | لونگ        | دور دوم   | ۲۵ ژوئن ۱۹۹۰، جنوآ (فراری)                    | [ r ۵ ]  |
| ۶.   | ۱۹۹۰، ایتالیا          | آرژانتین      | ۰-۰   | یوگسلاوی      | ۳-۲      | ۲-۳      | ۵-۵      | گوی‌کوچه‌آ    | سریزولا · بوروچاگا · مارادونا · تروگلیو · Dezotti                           | استویکوویچ · پروسینچکی · ساویسویچ · برنوویچ · هادژیبگیچ | ایوکوویچ    | یک چهارم  | ۳۰ ژوئن ۱۹۹۰، فلورانس (آرتمیو فرانکی)         | [ r ۶ ]  |
| ۷.   | ۱۹۹۰، ایتالیا          | آرژانتین      | ۱–۱   | ایتالیا       | ۴–۳      | ۰–۲      | ۴–۵      | گوی‌کوچه‌آ    | سریزولا · بوروچاگا · اولارتیکوئچیا · مارادونا                               | بارزی · باجو · د آگوستینی · دونادونی · سرنا             | زنگا        | نیمه‌نهایی | ۳ ژوئیه ۱۹۹۰، ناپل (سن پائولو)                | [ r ۷ ]  |
| ۸.   | ۱۹۹۰، ایتالیا          | آلمان غربی    | ۱–۱   | انگلستان      | ۴–۳      | ۰–۲      | ۴–۵      | ایلگنر      | برمه · ماتئوس · ریدله · تون                                                 | لینکر · بیردزلی · پلات · پیرس · وادل                    | Shilton     | نیمه‌نهایی | ۴ ژوئیه ۱۹۹۰، تورین (دل آلپی)                 | [ r ۸ ]  |
| ۹.   | ۱۹۹۴، ایالات متحده     | بلغارستان     | ۱–۱   | مکزیک         | ۳–۱      | ۱–۳      | ۴–۴      | Mihaylov    | بالاکوف · Genchev · بوریمیروف · لچکوف                                       | گارسیا آسپه · Bernal · Rodríguez · سوارز                | کامپوس      | دور دوم   | ۵ ژوئیه ۱۹۹۴، رادرفورد شرقی (جاینتس)          | [ r ۹ ]  |
| ۱۰.  | ۱۹۹۴، ایالات متحده     | سوئد          | ۲–۲   | رومانی        | ۵–۴      | ۱–۲      | ۶–۶      | راولی       | Mild · آندرشون · برولین · Ingesson · R. Nilsson لارشون                      | رادوچویو · هاجی · Lupescu · پترسکو · دومیترسکو بلوددیچ  | پرونا       | یک‌چهارم   | ۱۰ ژوئیه ۱۹۹۴، استنفورد (استنفورد)            | [ r ۱۰ ] |
| ۱۱.  | ۱۹۹۴، ایالات متحده     | برزیل         | ۰-۰   | ایتالیا       | ۳–۲      | ۱–۳      | ۴–۵      | Taffarel    | Santos · روماریو · Branco · دونگا                                           | Baresi · Albertini · Evani · Massaro · R. Baggio        | Pagliuca    | فینال     | ۱۷ ژوئیه ۱۹۹۴، پاسادینا (رز بول)              | [ r ۱۱ ] |
| ۱۲.  | ۱۹۹۸، فرانسه           | آرژانتین      | ۲–۲   | انگلستان      | ۴–۳      | ۱–۲      | ۵-۵      | Roa         | Berti · Crespo · Verón · Gallardo · Ayala                                   | Shearer · Ince · Merson · Owen · Batty                  | سیمن        | دور دوم   | ۳۰ ژوئن ۱۹۹۸، سن-اتین (ژوفروا-گیشار)          | [ r ۱۲ ] |
| ۱۳.  | ۱۹۹۸، فرانسه           | فرانسه        | ۰-۰   | ایتالیا       | ۴–۳      | ۱–۲      | ۵-۵      | Barthez     | Zidane · Lizarazu · Trezeguet · Henry · Blanc                               | R. Baggio · Albertini · Costacurta · Vieri · Di Biagio  | Pagliuca    | یک‌چهارم   | ۳ ژوئیه ۱۹۹۸، سن-دنی (استاد)                  | [ r ۱۳ ] |
| ۱۴.  | ۱۹۹۸، فرانسه           | برزیل         | ۱–۱   | هلند          | ۴–۲      | ۰–۲      | ۴–۴      | Taffarel    | Ronaldo · ریوالدو · Emerson · دونگا                                         | F. de Boer · Bergkamp · Cocu · R. de Boer               | Van der Sar | نیمه‌نهایی | ۷ ژوئیه ۱۹۹۸، مارسی (ولودروم)                 | [ r ۱۴ ] |
| ۱۵.  | ۲۰۰۲، کرهٔ جنوبی و ژاپن | اسپانیا       | ۱–۱   | جمهوری ایرلند | ۳–۲      | ۲–۳      | ۵-۵      | کاسیاس      | Hierro · Baraja · Juanfran · Valerón · Mendieta                             | رابی کین · Holland · Connolly · Kilbane · Finnan        | Given       | دور دوم   | ۱۶ ژوئن ۲۰۰۲، سوون (سوون)                     | [ r ۱۵ ] |
| ۱۶.  | ۲۰۰۲، کرهٔ جنوبی و ژاپن | کرهٔ جنوبی     | ۰-۰   | اسپانیا       | ۵–۳      | ۰–۱      | ۵–۴      | لی وون جائه | هوانگ سان-هونگ · پارک جی سونگ · سئول کی هیون · آن یونگ هوان · هونگ میونگ-بو | Hierro · Baraja · ژاوی هرناندز · Joaquín                | Casillas    | یک‌چهارم   | ۲۲ ژوئن ۲۰۰۲، گوانگجو (World Cup St.)         | [ r ۱۶ ] |
| ۱۷.  | ۲۰۰۶، آلمان            | اوکراین       | ۰-۰   | سوئیس         | ۳–۰      | ۱–۳      | ۴–۳      | شووکوفسکی   | Shevchenko · Milevskyi · Rebrov · Husyev                                    | Streller · Barnetta · Cabanas                           | Zuberbühler | دور دوم   | ۲۶ ژوئن ۲۰۰۶، کلن (راین)                      | [ r ۱۷ ] |
| ۱۸.  | ۲۰۰۶، آلمان            | آلمان         | ۱–۱   | آرژانتین      | ۴–۲      | ۰–۲      | ۴–۴      | Lehmann     | Neuville · Ballack · Podolski · Borowski                                    | Cruz · Ayala · Rodríguez · Cambiasso                    | Franco      | یک‌چهارم   | ۳۰ ژوئن ۲۰۰۶ برلین (المپیک)                   | [ r ۱۸ ] |
| ۱۹.  | ۲۰۰۶، آلمان            | پرتغال        | ۰-۰   | انگلستان      | ۳–۱      | ۲–۳      | ۵–۴      | Ricardo     | Simão · Viana · Petit · Postiga · Ronaldo                                   | Lampard · Hargreaves · Gerrard · Carragher              | Robinson    | یک‌چهارم   | ۱ ژوئیه ۲۰۰۶، گلزنکیرشن (فلتینس)              | [ r ۱۹ ] |
| ۲۰.  | ۲۰۰۶، آلمان            | ایتالیا       | ۱–۱   | فرانسه        | ۵–۳      | ۰–۱      | ۵–۴      | Buffon      | Pirlo · Materazzi · De Rossi · Del Piero · Grosso                           | Wiltord · Trezeguet · Abidal · Sagnol                   | Barthez     | فینال     | ۹ ژوئیه ۲۰۰۶، برلین (المپیک)                  | [ r ۲۰ ] |
| ۲۱.  | ۲۰۱۰، آفریقای جنوبی    | پاراگوئه      | ۰–۰   | ژاپن          | ۵–۳      | ۰–۱      | ۵–۴      | Villar      | Barreto · Barrios · Riveros · Valdez · Cardozo                              | Endō · Hasebe · Komano · Honda                          | Kawashima   | دور دوم   | ۲۹ ژوئن ۲۰۱۰، پرتوریا (لوفتوس)                | [ r ۲۱ ] |
| ۲۲.  | ۲۰۱۰، آفریقای جنوبی    | اروگوئه       | ۱–۱   | غنا           | ۴–۲      | ۱–۲      | ۵–۴      | Muslera     | Forlán · Victorino · Scotti · M. Pereira · Abreu                            | Gyan · Appiah · Mensah · Adiyiah                        | Kingson     | یک‌چهارم   | ۲ ژوئیه ۲۰۱۰، ژوهانسبورگ (اف‌ان‌بی)             | [ r ۲۲ ] |
| ۲۳.  | ۲۰۱۴، برزیل            | برزیل         | ۱–۱   | شیلی          | ۳–۲      | ۲–۳      | ۵-۵      | Júlio César | داوید لوییس · Willian · Marcelo · Hulk · نیمار                              | Pinilla · Sánchez · Aránguiz · Díaz · Jara              | Bravo       | دور دوم   | ۲۸ ژوئن ۲۰۱۴، بلو هوریزونته (مینیرو)          | [ r ۲۳ ] |
| ۲۴.  | ۲۰۱۴، برزیل            | کاستاریکا     | ۱–۱   | یونان         | ۵–۳      | ۰–۱      | ۵–۴      | Navas       | Borges · Ruiz · González · Campbell · Umaña                                 | Mitroglou · Lazaros · Holebas · Gekas                   | Karnezis    | دور دوم   | ۲۹ ژوئن ۲۰۱۴، رسیفی (پرنامبوکو)               | [ r ۲۴ ] |
| ۲۵.  | ۲۰۱۴، برزیل            | هلند          | ۰–۰   | کاستاریکا     | ۴–۳      | ۰–۲      | ۴–۵      | Krul        | Van Persie · Robben · Sneijder · Kuyt                                       | Borges · Ruiz · González · Bolaños · Umaña              | Navas       | یک‌چهارم   | ۵ ژوئیه ۲۰۱۴، سالوادور (فونته نوآوا)          | [ r ۲۵ ] |
| ۲۶.  | ۲۰۱۴، برزیل            | آرژانتین      | ۰–۰   | هلند          | ۴–۲      | ۰–۲      | ۴–۴      | Romero      | Messi · Garay · Agüero · Rodríguez                                          | Vlaar · Robben · Sneijder · Kuyt                        | Cillessen   | نیمه‌نهایی | ۹ ژوئیه ۲۰۱۴، سائو پائولو (کورینتیانس)        | [ r ۲۶ ] |
| ۲۷.  | ۲۰۱۸، روسیه            | روسیه         | ۱–۱   | اسپانیا       | ۴–۳      | ۰–۲      | ۴–۵      | Akinfeev    | Smolov · Ignashevich · Golovin · Cheryshev                                  | Iniesta · Piqué · Koke · Ramos · Aspas                  | De Gea      | دور دوم   | ۱ ژوئیه ۲۰۱۸، مسکو (لوژنیکی)                  | [ r ۲۷ ] |
| ۲۸.  | ۲۰۱۸، روسیه            | کرواسی        | ۱–۱   | دانمارک       | ۳–۲      | ۲–۳      | ۵-۵      | Subašić     | Badelj · Kramarić · Modrić · Pivarić · Rakitić                              | Eriksen · Kjær · Krohn-Dehli · Schöne · N. Jørgensen    | Schmeichel  | دور دوم   | ۱ ژوئیه ۲۰۱۸، نیژنی نووگورود (نیژنی نووگورود) | [ r ۲۸ ] |
| ۲۹.  | ۲۰۱۸، روسیه            | انگلستان      | ۱–۱   | کلمبیا        | ۴–۳      | ۱–۲      | ۵-۵      | Pickford    | Kane · Rashford · Henderson · Trippier · Dier                               | Falcao · Ju. Cuadrado · Muriel · Uribe · Bacca          | Ospina      | دور دوم   | ۳ ژوئیه ۲۰۱۸، مسکو (اوتکریتیه)                | [ r ۲۹ ] |
| ۳۰.  | ۲۰۱۸، روسیه            | کرواسی        | ۲–۲   | روسیه         | ۴–۳      | ۱–۲      | ۵-۵      | سوباشیچ     | Brozović · Kovačić · Modrić · Vida · Rakitić                                | Smolov · Dzagoev · Fernandes · Ignashevich · Kuzyayev   | Akinfeev    | یک‌چهارم   | ۷ ژوئیه ۲۰۱۸، سوچی (فیشت)                     | [ r ۳۰ ] |

## آمارها
| راهنما - † = ضربات پنالتی در فینا جام جهانی - پررنگ = قهرمان آن سال بیشترین ضربات پنالتی در یک تورنمنت - ۵ - ۲۰۲۲ کمترین ضربات پنالتی در یک تورنمنت - ۰ - ۱۹۷۸ بیشترین تقابل منجر به پنالتی - ۲ - فرانسه برابر ایتالیا (۱۹۹۸، ۲۰۰۶†) بیشترین تعداد پنالتی در ضربات پنالتی - ۱۲ - آلمان غربی برابر فرانسه، ۱۹۸۲ - ۱۲ - سوئد برابر رومانی، ۱۹۹۴ کمترین تعداد پنالتی در ضربات پنالتی - ۷ - آلمان غربی برابر مکزیک، ۱۹۸۶ - ۷ - اوکراین برابر سوئیس، ۲۰۰۶ کمترین تعداد گل در ضربات پنالتی - ۳ - اوکراین برابر سوئیس، ۲۰۰۶ بیشترین پنالتی خطارفته در ضربات پنالتی - ۵ - ۵ بار بیشترین گل زده در ضربات پنالتی - ۹ - ۴ بار | بیشترین بازی‌ها - ۵ - آرژانتین (۱۹۹۰، ۱۹۹۰، ۱۹۹۸، ۲۰۰۶، ۲۰۱۴) بیشترین بازی‌ها در یک تورنمنت - ۲ - آرژانتین (۱۹۹۰) ۲/۰ - ۲ - کرواسی (۲۰۱۸) ۲/۰ - ۲ - اسپانیا (۲۰۰۲) ۱/۱ - ۲ - کاستاریکا (۲۰۱۴) ۱/۱ - ۲ - هلند (۲۰۱۴) ۱/۱ - ۲ - روسیه (۲۰۱۸) ۱/۱ بیشترین برد - ۴ - آلمان (۱۹۸۲، ۱۹۸۶، ۱۹۹۰، ۲۰۰۶) - ۴ - آرژانتین (۱۹۹۰، ۱۹۹۰، ۱۹۹۸، ۲۰۱۴) بیشترین باخت - ۳ - انگلستان (۱۹۹۰، ۱۹۹۸، ۲۰۰۶) - ۳ - ایتالیا (۱۹۹۰، ۱۹۹۴†، ۱۹۹۸) - ۳ - اسپانیا (۱۹۸۶، ۲۰۰۲، ۲۰۱۸) بیشترین بردهای متوالی - ۴ - آلمان (۱۹۸۲، ۱۹۸۶، ۱۹۹۰، ۲۰۰۶) بیشترین باخت‌های متوالی - ۳ - ایتالیا (۱۹۹۰، ۱۹۹۴†، ۱۹۹۸) - ۳ - انگلستان (۱۹۹۰، ۱۹۹۸، ۲۰۰۶) بیشترین برد بدون باخت - ۴ - آلمان (۱۹۸۲، ۱۹۸۶، ۱۹۹۰، ۲۰۰۶) بیشترین باخت بدون برد - ۲ - مکزیک (۱۹۸۶، ۱۹۹۴) - ۲ - رومانی (۱۹۹۰، ۱۹۹۴) |

| بیشترین حضور در ضربات پنالتی - ۳ - روبرتو باجو (۱۹۹۰، ۱۹۹۴†، ۱۹۹۸) بیشترین گل زده با پنالتی - ۲ - مانوئل آماروس (۱۹۸۲، ۱۹۸۶) - ۲ - پیر لیتبارسکی (۱۹۸۲، ۱۹۸۶)، آندریاس برمه، لوتار ماتئوس (۱۹۸۶، ۱۹۹۰) - ۲ - خوزه سریزولا، خورخه بوروچاگا (۱۹۹۰ ×۲)، ماکسی رودریگز (۲۰۰۶، ۲۰۱۴) - ۲ - گئورگی هاجی، Ioan Lupescu (۱۹۹۰، ۱۹۹۴) - ۲ - روبرتو باجو (۱۹۹۰، ۱۹۹۸) - ۲ - برانکو (۱۹۸۶، ۱۹۹۴†)، دونگا (۱۹۹۴†، ۱۹۹۸) - ۲ - فرناندو ئیه‌رو، روبن باراخا (۲۰۰۲ ×۲) - ۲ - سلسو بورخس، جان‌کارلو گونزالس (۲۰۱۴ ×۲) - ۲ - آرین روبن، درک کویت (۲۰۱۴ ×۲) - ۲ - لوکا مودریچ، ایوان راکیتیچ (۲۰۱۸ ×۲) - ۲ - سرگئی ایگناشویچ (۲۰۱۸ ×۲) بیشترین گل طلایی با پنالتی - ۲ - ایوان راکیتیچ (۲۰۱۸ ×۲) |

## برای مطالعهٔ بیشتر
- 2014 FIFA World Cup Brazil TM Official Book. London: Carlton Books. 2014. ISBN 978-1-78097-470-5.